# 토디 (이탈리아)
토디(이탈리아어: Todi)는 이탈리아 움브리아주 페루자도에 있는 코무네다. 테베레강의 동쪽 뱅크가 내려다보이는 두 높은 언덕이 만나는 곳에 위치해있다.
1990년대에, 캔터키 대학의 건축과 교수 리처드 S. 러바인은 도시 규모와 오랜 시간 다른 모습을 보인 점을 들어, 토디를 현대의 지속가능성 도시로 선정하기도 하였다. 그 이후로, 이탈리아 언론들은 토디를 세계에서 가장 살기좋은 도시로 보도하기도 하였다.

## 역사
전설에 따르면, 토디는 카쿠스를 죽인 헤라클레스가 건설했다고 하며, 에클리스(Eclis)라는 이름을 붙였다고 한다.
역사속 토디는 기원전 8-7세기에 고대 이탈리아 반도의 민족인 움브리족이 '투테레'(Tutere)라는 이름으로 세웠다. "경계"라는 의미로, 에트루리아인들의 영토 앞에 도시가 위치했었다. 기원전 217년에 로마인들에게 정복당하였다. 실리우스 이탈리쿠스에 따르면, 이곳의 이중 성벽이 트라시메노호 전투 이후에 한니발을 저지하였다고 한다. 대부분의 라틴 문서에서 이곳의 명칭은 투데르(Tuder)로 나온다.
성 테렌시아노의 노력덕에, 토디에는 기독교가 일찍히 전파되었다. 성 포르투나투스 주교는 고트족과의 공성전 기간에 그의 영웅적인 방어전을 통해 도시의 수호 성인이 되었다. 롬바르드족 시기에는 스폴레토 공국의 일부가 되었다.
12세기 이후에 토디는 다시 한번 커지기 시작하였고, 토디 정부는 처음에는 콘술들이 운영을 하다가, 그후에는 포데스타와 사람들에게서 명성을 얻은 일부 대표들로 이뤄졌다. 1244년에 주로 신흥 예술가 계급들이 거주하던 새 지구에 벽들이 둘러쌓였다. 1290년에 도시 인구는 약 4만명에 다라랐다.
이곳의 자치권은 1367년에 교황령으로 합병되면서 잃었다. 지역의 지위권은 다양한 가문들(토마첼리 가문, 말라테스타 가문, 브라초 다 몬토네, 프란체스코 스포르차, 그외등)에게 이양되었다. 과거 인구의 절반 가량으로 줄어들었음에도, 안젤로 체시 주교 통치 아래에서 잠깐의 번영을 누렸다.
1849년 7월에 로마 공화국의 민주주의 시도 실패를 하고 도망치던 주세페 가리발디를 받아들였다.

## 스포츠

### ASD 토디 칼초
ASD 토디는 이 도시를 연고로 하는 이탈리아 축구 클럽이다.